# Аксай-Казахский автономный уезд
Акса́й-Каза́хский автоно́мный уе́зд (кит. упр. 阿克賽哈萨克族自治县, пиньинь Ākèsài Hāsàkèzú zìzhìxiàn, каз. اقساي قازاق اۋتونومىييالىق اۋدانى) — автономный уезд городского округа Цзюцюань провинции Ганьсу (КНР).

## История
24 апреля 1954 года южная часть уезда Дуньхуан Специального района Цзюцюань (酒泉专区) была выделена в Аксай-Казахский автономный район (уездного уровня) — 阿克塞哈萨克族自治区（县级）. В 1955 году он был переименован в Аксай-Казахский автономный уезд.
На момент создания здесь было 4 аула и 13 кишлаков. В 1955 открылась 1-я сельская школа. В казахских школах обучение велось на казахском языке. Казахи сохранили свою религию, традиции и обычаи.
В 1955 году Специальный район Цзюцюань и Специальный район Увэй были объединены в Специальный район Чжанъе (张掖专区), но в 1961 году Специальный район Цзюцюань был воссоздан. В 1970 году Специальный район Цзюцюань был переименован в Округ Цзюцюань (酒泉地区).
Постановлением Госсовета КНР от 18 июня 2002 года были расформированы округ Цзюцюань и городской уезд Цзюцюань, и образован городской округ Цзюцюань.

## Административное деление
Автономный уезд делится на 1 посёлок и 2 волости.

## Национальный состав (2000)
| Народ   | Численность | Доля    |
| ------- | ----------- | ------- |
| Хань    | 5 947       | 66,89 % |
| Казахи  | 2 712       | 30,5 %  |
| Хуэйцзу | 113         | 1,27 %  |

## Транспорт
- Годао 215